# B-Sides & Rarities (álbum de Nick Cave and the Bad Seeds)
B-Sides & Rarities es un triple álbum recopilatorio del grupo australiano Nick Cave & The Bad Seeds, publicado por la compañía discográfica Mute Records en marzo de 2005. El recopilatorio cubre más de veinte años de trayectoria del grupo con material inédito o previamente publicado como caras B de sencillos, incluyendo canciones interpretadas con Shane MacGowan y versiones acústicas de "Deanna" y "The Mercy Seat". Fue también la primera grabación en incluir todos los miembros, actuales y pasados, de The Bad Seeds: Mick Harvey, Blixa Bargeld, Thomas Wydler, Martyn P. Casey, Conway Savage, Jim Sclavunos, Warren Ellis, Barry Adamson, Kid Congo Powers, James Johnston, Roland Wolf y Hugo Race.

## Lista de canciones
Todas las canciones escritas y compuestas por Nick Cave excepto donde se anota. 
| Disco uno | |                                |          |  |
| N.º       | Título                                                                                             | Escritor(es)                   | Duración |  |
| 1.        | «Deanna» (Versión acústica, publicado en sencillo 7" promocional de The Good Son)                  |                                | 2:51     |  |
| 2.        | «The Mercy Seat» (Versión acústica, publicado en sencillo 7" promocional de The Good Son)          | Cave, Harvey                   | 3:45     |  |
| 3.        | «City of Refuge» (Versión acústica, publicado en sencillo 7" promocional de The Good Son)          |                                | 2:42     |  |
| 4.        | «The Moon is in the Gutter» (Cara B del sencillo "In the Ghetto")                                  |                                | 2:35     |  |
| 5.        | «The Six Strings that Drew Blood» (Cara B del sencillo "Tupelo")                                   |                                | 4:47     |  |
| 6.        | «Rye Whiskey"» (Flexidisc en revita Reflext, 1989)                                                 | Tradicional, arr. Cave, Harvey | 3:27     |  |
| 7.        | «Running Scared» (Cara B de "The Singer", 1986)                                                    | Roy Orbison, Melson            | 2:06     |  |
| 8.        | «Black Betty» (Cara B de "The Singer", 1986)                                                       | Lead Belly                     | 2:32     |  |
| 9.        | «Scum» (Flexidisc vendido en conciertos, 1986)                                                     | Cave, Harvey                   | 2:53     |  |
| 10.       | «The Girl at the Bottom of My Glass» (Cara B de "Deanna", 1988)                                    |                                | 4:48     |  |
| 11.       | «The Train Song» (Cara B de "The Ship Song", 1990)                                                 |                                | 3:26     |  |
| 12.       | «Cocks 'N' Asses» (Cara B del sencillo "The Weeping Song", 1990)                                   | Cave, Van Vugt                 | 5:43     |  |
| 13.       | «Blue Bird» (Cara B del sencillo "Straight To You/Jack The Ripper", 1992)                          |                                | 2:46     |  |
| 14.       | «Helpless» (Del álbum tributo a Neil Young The Bridge, 1989)                                       | Neil Young                     | 3:51     |  |
| 15.       | «God's Hotel» (Sesió de radio en directo para KCRW Santa Mónica, 1992)                             |                                | 3:07     |  |
| 16.       | «(I'll Love You) Till the End of the World» (De la banda sonora Until tthe End of the World, 1994) |                                | 3:58     |  |
| 17.       | «Cassiel's Song» (De la banda sonora Faraway, So Close, 1993)                                      |                                | 3:35     |  |
| 18.       | «Tower of Song» (Del álbum tributo a Leonard Cohen I'm Your Man, 1991)                             | Leonard Cohen                  | 5:39     |  |
| 19.       | «What Can I Give You?» (Del promo Henry's Dream, 1992)                                             |                                | 3:40     |  |

| Disco dos | |                                  |          |  |
| N.º       | Título                                                                                                  | Escritor(es)                     | Duración |  |
| 1.        | «What a Wonderful World» (Del sencillo "What a Wonderful World", 1992)                                  |                                  | 3:04     |  |
| 2.        | «Rainy Night in Soho» (Del sencillo "What a Wonderful World", 1992)                                     | Shane MacGowan                   | 3:58     |  |
| 3.        | «Lucy (Version #2)» (Del sencillo "What a Wonderful World", 1992)                                       |                                  | 2:23     |  |
| 4.        | «Jack the Ripper» (Cara B del sencillo "Straight to You", 1992)                                         |                                  | 4:45     |  |
| 5.        | «Sail Away» (Cara B del sencillo "Do You Love Me?", 1994)                                               |                                  | 4:13     |  |
| 6.        | «There's No Night Out in the Jail»                                                                      | John Harold Ashe                 | 3:43     |  |
| 7.        | «That's What Jazz is To Me» (Cara B del sencillo "Red Right Hand", 1994)                                | Cave, Harvey, Savage, Wydler     | 5:05     |  |
| 8.        | «The Willow Garden» (Cara B del sencillo "Where the Wild Roses Grow", 1995)                             |                                  | 3:59     |  |
| 9.        | «The Ballad of Robert Moore and Betty Coltrane» (Cara B del sencillo "Where the Wild Roses Grow", 1995) | Tradicional, arr. Cave, Ellis    | 3:35     |  |
| 10.       | «King Kong Kitchee Kitchee Ki-Mi-O» (Cara B del sencillo "Henry Lee", 1996)                             | Tradicional, arr.: Cave          | 3:10     |  |
| 11.       | «Knoxville Girl» (Cara B del sencillo "Henry Lee", 1996)                                                | Tradicional, arr: Cave, Johnston | 3:36     |  |
| 12.       | «Where the Wild Roses Grow» (Versión inédita, 1995)                                                     |                                  | 3::47    |  |
| 13.       | «O'Malley's Bar Pt. 1» (De las sesiones Mark Radcliffe Radio 1, 1996)                                   |                                  | 5:16     |  |
| 14.       | «O'Malley's Bar Pt. 2» (De las sesiones Mark Radcliffe Radio 1, 1996)                                   |                                  | 6:38     |  |
| 15.       | «O'Malley's Bar Pt. 3» (De las sesiones Mark Radcliffe Radio 1, 1996)                                   |                                  | 4:57     |  |
| 16.       | «Time Jesum Transeuntum Et Non Riverentum»                                                              | Cave, Ellis, Turner, White       | 6:22     |  |
| 17.       | «O'Malley's Bar Reprise» (De las sesiones Mark Radcliffe Radio 1, 1996)                                 |                                  | 1:03     |  |
| 18.       | «Red Right Hand» (Grabada para la película Scream 3, previamente inédita, 1999)                         | Cave, Harvey, Wydler             | 6:01     |  |

| Disco tres |                                                                                                   |                                     |          |  |
| N.º        | Título                                                                                            | Escritor(es)                        | Duración |  |
| 1.         | «Little Empty Boat» (Cara B del sencillo "Into My Arms", 1997)                                    | Cave, Bargeld, Casey, Harvey        | 4:26     |  |
| 2.         | «Right Now I'm A-Roaming» (Cara B del sencillo "Into My Arms", 1997)                              | Cave, Casey, Harvey, Savage, Wydler | 4:21     |  |
| 3.         | «Come Into My Sleep» (Cara B del sencillo "(Are You) The One That I've Been Waiting For?", 1997)  |                                     | 3:47     |  |
| 4.         | «Black Hair» (Cara B del sencillo "(Are You) The One That I've Been Waiting For?", 1997)          |                                     | 4:13     |  |
| 5.         | «Babe, I Got You Bad» (Cara B del sencillo "(Are You) The One That I've Been Waiting For?", 1997) |                                     | 3:51     |  |
| 6.         | «Sheep May Safely Graze» (Descarte inédito, 1996)                                                 |                                     | 4:14     |  |
| 7.         | «Opium Tea» (Descarte inédito, 1996)                                                              | Cave, Savage                        | 3:48     |  |
| 8.         | «Grief Came Riding» (De la edición limitada del álbum No More Shall We Part, 2001)                |                                     | 5:05     |  |
| 9.         | «Bless His Ever Loving Heart» (De la edición limitada del álbum No More Shall We Part, 2001)      |                                     | 4:02     |  |
| 10.        | «Good Good Day» (Cara B del sencillo "As I Sat Sadly By Her Side", 2001)                          |                                     | 4:04     |  |
| 11.        | «Little Janey's Gone» (Cara B del sencillo "As I Sat Sadly By Her Side", 2001)                    |                                     | 2:59     |  |
| 12.        | «I Feel So Good» (De la película The Soul of a Man, 2003)                                         | Lenoir                              | 1:44     |  |
| 13.        | «Shoot Me Down» (Cara B del sencillo "Bring It On", 2003)                                         |                                     | 3:32     |  |
| 14.        | «Swing Low» (Cara B del sencillo "Bring It On", 2003)                                             |                                     | 5:40     |  |
| 15.        | «Little Ghost Song» (Cara B del sencillo "He Wants You/Babe, I'm On Fire", 2003)                  |                                     | 3:44     |  |
| 16.        | «Everything Must Converge» (Cara B del sencillo "He Wants You/Babe, I'm On Fire", 2003)           |                                     | 3:17     |  |
| 17.        | «Nocturama» (Cara B de "Rock of Gibraltar", 2003)                                                 |                                     | 4:01     |  |
| 18.        | «She's Leaving You» (Cara B del sencillo "Nature Boy", 2004)                                      | Cave, Ellis, Casey, Sclavunos       | 4:01     |  |
| 19.        | «Under This Moon» (Cara B del sencillo "Breathless", 2004)                                        |                                     | 4:01     |  |